# Спурій Фурій Медуллін Фуз (консул 481 року до н. е.)
Спурій Фурій Медуллін Фуз (лат. Spurius Furius Medullinus Fusus; близько 520 до н. е. — після 481 до н. е.) — політичний та військовий діяч часів ранньої Римської республіки, консул 481 року до н. е.

## Життєпис
Походив з патриціанського роду Фуріїв. Про батьків та молоді роки немає відомостей. Незадовго до народження родина переселилась з міста Медулліа, що згодом увійшло до меж Рима. Його кар'єрі сприяв брат Секст Фурій Медуллін Фуз, який у 488 році до н. е. першим у родині став консулом.
У 481 році до н. е. його було обрано консулом разом з Цезоном Фабієм Вібуланом. Під час каденції спільно з сенатом активно протидіяв плебеям. Разом з колегою здійснив низку походів до меж етруського міста-держави Вейї. Згідно з Діонісієм Галікарнаським, успішно воював проти племені еквів, чим здобув всебічну повагу. Під час одного з походів втратив брата Публія Фурія Медулліна, який служив у нього легатом. Про подальшу долю нічого невідомо.